# Kategoria e Parë 1988-1989
La Kategoria e Parë 1988-1989 fu la 50ª edizione della massima serie del campionato albanese di calcio disputata tra il 20 agosto 1988 e il 4 giugno 1989 e conclusa con la vittoria del 17 Nëntori, al suo quattordicesimo titolo.
Capocannoniere del torneo fu Agustin Kola (17 Nëntori) con 19 reti.

## Formula
Le squadre partecipanti passarono da 14 a 12 e disputarono una prima fase di andata e ritorno per un totale di 22 partite.
Venne poi giocata una seconda fase in cui le prime 6 furono inserite in un girone di playoff dove disputarono ulteriori 10 partite partendo dai punti conquistati nella prima fase mentre le classificate dalla settima alla dodicesima posizione giocarono un girone di playout al termine del quale le ultime due furono retrocesse in Kategoria e Dytë.
Le squadre qualificate alle coppe europee furono tre: la vincente del campionato fu ammessa alla Coppa dei Campioni 1989-1990, la vincente della coppa d'Albania alla Coppa delle Coppe 1989-1990 e un'ulteriore squadra alla Coppa UEFA 1989-1990.

## Squadre
| Squadra             | Città   | Stadio | Stagione 1987-1988 |
| ------------------- | ------- | ------ | ------------------ |
| Labinoti            | Elbasan |        | 3°                 |
| 17 Nëntori          | Tirana  |        | Campione d'Albania |
| KF Partizani Tirana | Tirana  |        | 9°                 |
| Dinamo Tirana       | Tirana  |        | 11°                |
| Flamurtari          | Valona  |        | 2°                 |
| Vllaznia            | Scutari |        | 6°                 |
| Skënderbeu          | Coriza  |        | 10°                |
| Lokomotiva          | Durazzo |        | 7°                 |
| Traktori            | Lushnjë |        | Kategoria e Dytë   |
| Besëlidhja          | Alessio |        | 8°                 |
| Besa Kavajë         | Kavajë  |        | 5°                 |
| Apolonia            | Fier    |        | 4°                 |

## Classifica prima fase
|  | Pos. | Squadra     | Pt | G  | V  | N | P  | GF | GS | DR  |
|  | ---- | ----------- | -- | -- | -- | - | -- | -- | -- | --- |
|  | 1.   | 17 Nëntori  | 32 | 22 | 14 | 4 | 4  | 39 | 18 | +21 |
|  | 2.   | Partizani   | 30 | 22 | 13 | 4 | 5  | 33 | 17 | +16 |
|  | 3.   | Dinamo      | 30 | 22 | 12 | 6 | 4  | 29 | 19 | +10 |
|  | 4.   | Apolonia    | 27 | 22 | 10 | 7 | 5  | 29 | 10 | +19 |
|  | 5.   | Besëlidhja  | 24 | 22 | 10 | 4 | 8  | 28 | 24 | +4  |
|  | 6.   | Labinoti    | 23 | 22 | 9  | 5 | 8  | 27 | 25 | +2  |
|  | 7.   | Vllaznia    | 22 | 22 | 9  | 4 | 9  | 28 | 26 | +2  |
|  | 8.   | Flamurtari  | 20 | 22 | 9  | 2 | 11 | 26 | 30 | -4  |
|  | 9.   | Lokomotiva  | 16 | 22 | 5  | 6 | 11 | 16 | 31 | -15 |
|  | 10.  | Besa Kavajë | 15 | 22 | 7  | 1 | 14 | 27 | 36 | -9  |
|  | 11.  | Skënderbeu  | 14 | 22 | 4  | 6 | 12 | 14 | 30 | -16 |
|  | 12.  | Traktori    | 11 | 22 | 3  | 5 | 14 | 12 | 42 | -30 |

Legenda:

      Ammesso ai play-off
      Retrocesso in Kategoria e Dytë
Note:

Due punti a vittoria, uno a pareggio, zero a sconfitta.

## Seconda fase

### Play-off
|                    | Pos. | Squadra    | Pt | G  | V  | N  | P  | GF | GS | DR  |
| ------------------ | ---- | ---------- | -- | -- | -- | -- | -- | -- | -- | --- |
| Albania (bandiera) | 1.   | 17 Nëntori | 48 | 32 | 21 | 6  | 5  | 58 | 25 | +33 |
|                    | 2.   | Partizani  | 45 | 32 | 18 | 9  | 5  | 48 | 23 | +25 |
|                    | 3.   | Dinamo     | 42 | 32 | 16 | 10 | 6  | 46 | 31 | +15 |
|                    | 4.   | Apolonia   | 33 | 32 | 12 | 9  | 11 | 36 | 24 | +12 |
|                    | 5.   | Labinoti   | 31 | 32 | 12 | 7  | 13 | 37 | 37 | 0   |
|                    | 6.   | Besëlidhja | 27 | 32 | 10 | 7  | 15 | 33 | 46 | -13 |

### Play-out
|  | Pos. | Squadra     | Pt | G  | V  | N  | P  | GF | GS | DR  |
|  | ---- | ----------- | -- | -- | -- | -- | -- | -- | -- | --- |
|  | 7.   | Vllaznia    | 37 | 32 | 14 | 9  | 9  | 46 | 33 | +13 |
|  | 8.   | Flamurtari  | 32 | 32 | 13 | 6  | 13 | 33 | 36 | -3  |
|  | 9.   | Besa Kavajë | 26 | 32 | 11 | 4  | 17 | 36 | 47 | -11 |
|  | 10.  | Lokomotiva  | 25 | 32 | 7  | 11 | 14 | 26 | 40 | -14 |
|  | 11.  | Skënderbeu  | 21 | 32 | 6  | 9  | 17 | 21 | 43 | -22 |
|  | 12.  | Traktori    | 17 | 32 | 4  | 9  | 19 | 19 | 54 | -35 |

Legenda:

      Campione d'Albania
      Ammesso alla Coppa delle Coppe
      Ammesso alla Coppa UEFA
      Retrocesso in Kategoria e Dytë
Note:

Due punti a vittoria, uno a pareggio, zero a sconfitta.

## Verdetti
- Campione: 17 Nëntori
- Qualificata alla Coppa dei Campioni: 17 Nëntori
- Qualificata alla Coppa delle Coppe: Dinamo Tirana
- Qualificata alla Coppa UEFA: Apolonia
- Retrocessa in Kategoria e Dytë: Skënderbeu, Traktori